# Mistrzostwa świata do lat 18 w hokeju na lodzie mężczyzn 2015/I Dywizja
Mistrzostwa Świata do lat 18 w Hokeju na Lodzie Mężczyzn I Dywizji 2015 odbyły się w dwóch państwach: we węgierskim Debreczynie oraz w słoweńskim Mariborze. Zawody rozgrywano w dniach 12–18 kwietnia (obie grupy).
W mistrzostwach pierwszej dywizji uczestniczyło 12 zespołów, które zostały podzielone na dwie grupy po 6 zespołów. Rozgrywały one mecze systemem każdy z każdym. Zwycięzca turnieju grupy A awansował do mistrzostw świata elity w 2016 roku, ostatni zespół grupy A spadł do grupy B, zastępując zwycięzcę turnieju grupy B. Najsłabsza drużyna grupy B spadła do drugiej dywizji.
Hale, w których odbywały się zawody to:
- Főnix Hall (Debreczyn)
- Ledna dvorana Tabor (Maribor)

## Grupa A
Sędziowie główni
| - Juris Balodis - Tom Darnell - Daniel Gamper - Przemysław Kępa | Liniowi - Daniel Cohen - Artiom Korepanow - Kriss Kupcus - David Nothegger - Jakow Palej - Botond Palkovi - Jonas Reimer |

Wyniki

Godziny podane w czasach lokalnych (UTC+02:00)
| 12 kwietnia 2015 | Białoruś | 3:2 pd. | Norwegia | Főnix Hall, Debreczyn |

| Szczegóły      | Szczegóły                                                              | Szczegóły            | Szczegóły                                      | Szczegóły                                                                                |
| -------------- | ---------------------------------------------------------------------- | -------------------- | ---------------------------------------------- | ---------------------------------------------------------------------------------------- |
| Godzina: 13:00 | D. Bujnicki (PP) 38:33 W. Hawrilenko (PP) 43:49 P. Warabiej (PP) 61:12 | (0:1, 1:1, 1:0, 1:0) | 05:35 (EQ) M. Krogdahl 32:44 (PP) A. Gulliksen | Widzów: 210 Sędzia główny: Przemysław Kępa Sędziowie liniowi: Jakow Palej Botond Palkovi |
| Godzina: 13:00 | 12 min. kar                                                            |                      | 14 min. kar                                    | Widzów: 210 Sędzia główny: Przemysław Kępa Sędziowie liniowi: Jakow Palej Botond Palkovi |

| 12 kwietnia 2015 | Węgry | 1:9 | Dania | Főnix Hall, Debreczyn |

| Szczegóły      | Szczegóły            | Szczegóły       | Szczegóły | Szczegóły                                                                                 |
| -------------- | -------------------- | --------------- | --- | ----------------------------------------------------------------------------------------- |
| Godzina: 16:30 | M. Gaspar (PP) 18:22 | (1:3, 0:4, 0:2) | 01:13 (EQ) W. Boysen 09:26 (PP) T. Ladehoff 12:49 (EQ) A. True 22:44 (EQ) O. Anker Christensen 32:52 (EQ) S. Andersen Brinkmann 33:09 (EQ) D. Nielsen 39:37 (PP) A. True 52:46 (PP) M. From 56:56 (EQ) J. Jul Korsgaard | Widzów: 560 Sędzia główny: Juris Balodis Sędziowie liniowi: Artiom Korepanow Kriss Kupcus |
| Godzina: 16:30 | 14 min. kar          |                 | 26 min. kar | Widzów: 560 Sędzia główny: Juris Balodis Sędziowie liniowi: Artiom Korepanow Kriss Kupcus |

| 12 kwietnia 2015 | Francja | 7:1 | Kazachstan | Főnix Hall, Debreczyn |

| Szczegóły      | Szczegóły | Szczegóły       | Szczegóły               | Szczegóły                                                                           |
| -------------- | --- | --------------- | ----------------------- | ----------------------------------------------------------------------------------- |
| Godzina: 20:00 | R. Matima (EQ) 04:59 Robin Colomban (SH) 10:54 R. Matima (EQ) 23:08 J. Addamo (EQ) 29:44 J. Addamo (EQ) 36:39 B. Maia (EQ) 50:22 J. Addamo (EQ) 53:03 | (2–0, 3–1, 2–0) | 23:54 (EQ) I. Borowikow | Widzów: 250 Sędzia główny: Tom Darnell Sędziowie liniowi: Daniel Cohen Jonas Reimer |
| Godzina: 20:00 | 8 min. kar |                 | 31 min. kar             | Widzów: 250 Sędzia główny: Tom Darnell Sędziowie liniowi: Daniel Cohen Jonas Reimer |

| 13 kwietnia 2015 | Norwegia | 2:3 pd. | Francja | Főnix Hall, Debreczyn |

| Szczegóły      | Szczegóły                                  | Szczegóły            | Szczegóły                                                     | Szczegóły                                                                                |
| -------------- | ------------------------------------------ | -------------------- | ------------------------------------------------------------- | ---------------------------------------------------------------------------------------- |
| Godzina: 16:30 | M. Ekberg (EQ) 04:29 K. Paulsen (EQ) 43:44 | (1:0, 0:1, 1:1, 0:1) | 29:28 (PP) L. Coulaud 46:29 (EQ) A. Torres 62:41 (EQ) B. Maia | Widzów: 185 Sędzia główny: Daniel Gamper Sędziowie liniowi: David Nothegger Jonas Reimer |
| Godzina: 16:30 | 10 min. kar                                |                      | 12 min. kar                                                   | Widzów: 185 Sędzia główny: Daniel Gamper Sędziowie liniowi: David Nothegger Jonas Reimer |

| 13 kwietnia 2015 | Dania | 4:3 pd. | Białoruś | Főnix Hall, Debreczyn |

| Szczegóły      | Szczegóły                                                                                                   | Szczegóły            | Szczegóły                                                            | Szczegóły                                                                          |
| -------------- | --- | -------------------- | -------------------------------------------------------------------- | ---------------------------------------------------------------------------------- |
| Godzina: 20:00 | T. Ladehoff (EQ) 07:01 N. Krag Christensen (EQ) 39:59 T. Ladehoff (PP) 57:43 N. Krag Christensen (EQ) 60:25 | (1:1, 1:2, 1:0, 1:0) | 13:15 (EQ) A. Patsenkin 30:02 (PP) A. Shikut 36:22 (SH) A. Patsenkin | Widzów: 150 Sędzia główny: Tom Darnell Sędziowie liniowi: Daniel Cohen Jakow Palej |
| Godzina: 20:00 | 29 min. kar                                                                                                 |                      | 10 min. kar                                                          | Widzów: 150 Sędzia główny: Tom Darnell Sędziowie liniowi: Daniel Cohen Jakow Palej |

| 14 kwietnia 2015 | Kazachstan | 6:5 | Węgry | Főnix Hall, Debreczyn |

| Szczegóły      | Szczegóły | Szczegóły       | Szczegóły                                                                                               | Szczegóły                                                                                  |
| -------------- | --- | --------------- | --- | ------------------------------------------------------------------------------------------ |
| Godzina: 16:30 | M. Smolyakov (EQ) 10:36 D. Demyanov (EQ) 13:10 D. Makeyev (EQ) 29:53 A. Borisevich (PP) 45:54 D. Demyanov (EQ) 47:06 D. Demyanov (EQ) 48:26 | (2:3, 1:1, 3:1) | 07:15 (EQ) B. Horvath 08:08 (PP) V. Török 15:23 (EQ) D. Szita 29:39 (EQ) Z. Kiss 59:59 (EA) B. Stipsicz | Widzów: 370 Sędzia główny: Przemysław Kępa Sędziowie liniowi: Artiom Korepanow Jakow Palew |
| Godzina: 16:30 | 14 min. kar |                 | 10 min. kar                                                                                             | Widzów: 370 Sędzia główny: Przemysław Kępa Sędziowie liniowi: Artiom Korepanow Jakow Palew |

| 15 kwietnia 2015 | Dania | 4:1 | Francja | Főnix Hall, Debreczyn |

| Szczegóły      | Szczegóły                                                                                              | Szczegóły       | Szczegóły           | Szczegóły                                                                                    |
| -------------- | --- | --------------- | ------------------- | -------------------------------------------------------------------------------------------- |
| Godzina: 13:00 | T. Ladehoff (EQ) 10:07 J. Jul Korsgaard (EQ) 36:01 S. Andersen Brinkmann (EQ) 41:09 M. From (EQ) 59:01 | (1:0, 1:1, 2:0) | 30:44 (EQ) G. Ville | Widzów: 190 Sędzia główny: Przemysław Kępa Sędziowie liniowi: David Nothegger Botond Palkovi |
| Godzina: 13:00 | 12 min. kar                                                                                            |                 | 10 min. kar         | Widzów: 190 Sędzia główny: Przemysław Kępa Sędziowie liniowi: David Nothegger Botond Palkovi |

| 15 kwietnia 2015 | Węgry | 2:7 | Białoruś | Főnix Hall, Debreczyn |

| Szczegóły      | Szczegóły                               | Szczegóły       | Szczegóły | Szczegóły                                                                             |
| -------------- | --------------------------------------- | --------------- | --- | ------------------------------------------------------------------------------------- |
| Godzina: 16:30 | D. Szita (EQ) 18:15 Z. Garat (EQ) 21:39 | (1:0, 2:4, 0:3) | 22:20 (EQ) A. Patsenkin 23:59 (EQ) E. Astankov 28:11 (PP) I. Sushko 31:49 (EQ) A. Patsenkin 45:59 (PP) I. Sushko 47:29 (EQ) K. Kutsyr 49:43 (PP) A. Patsenkin | Widzów: 430 Sędzia główny: Daniel Gamper Sędziowie liniowi: Daniel Cohen Jonas Reimer |
| Godzina: 16:30 | 24 min. kar                             |                 | 22 min. kar | Widzów: 430 Sędzia główny: Daniel Gamper Sędziowie liniowi: Daniel Cohen Jonas Reimer |

| 15 kwietnia 2015 | Norwegia | 5:3 | Kazachstan | Főnix Hall, Debreczyn |

| Szczegóły      | Szczegóły | Szczegóły       | Szczegóły                                                             | Szczegóły                                                                               |
| -------------- | --- | --------------- | --------------------------------------------------------------------- | --------------------------------------------------------------------------------------- |
| Godzina: 20:00 | P. Grønstad (EQ) 17:58 P. Grønstad (PP) 38:12 V. Granholm (EQ) 41:48 T. Andre Christensen (EQ) 43:09 A. Røykås Marthinsen (EQ) 50:52 | (1:1, 1:2, 3:0) | 17:32 (EQ) D. Makeyev 24:05 (EQ) K. Panyukov 24:57 (EQ) A. Borisevich | Widzów: 210 Sędzia główny: Tom Darnell Sędziowie liniowi: Artiom Korepanow Kriss Kupcus |
| Godzina: 20:00 | 12 min. kar |                 | 12 min. kar                                                           | Widzów: 210 Sędzia główny: Tom Darnell Sędziowie liniowi: Artiom Korepanow Kriss Kupcus |

| 16 kwietnia 2015 | Białoruś | 4:0 | Francja | Főnix Hall, Debreczyn |

| Szczegóły      | Szczegóły                                                                                        | Szczegóły       | Szczegóły   | Szczegóły                                                                               |
| -------------- | ------------------------------------------------------------------------------------------------ | --------------- | ----------- | --------------------------------------------------------------------------------------- |
| Godzina: 16:30 | A. Shikut (PP2) 02:54 J. Szaranhowicz (PP) 03:58 D. Bujnicki (EQ) 12:28 E. Farafontov (EN) 58:43 | (3:0, 0:0, 1:0) |             | Widzów: 220 Sędzia główny: Juris Balodis Sędziowie liniowi: Kriss Kupcus Botond Palkovi |
| Godzina: 16:30 | 24 min. kar                                                                                      |                 | 42 min. kar | Widzów: 220 Sędzia główny: Juris Balodis Sędziowie liniowi: Kriss Kupcus Botond Palkovi |

| 17 kwietnia 2015 | Kazachstan | 2:5 | Dania | Főnix Hall, Debreczyn |

| Szczegóły      | Szczegóły                                      | Szczegóły       | Szczegóły | Szczegóły                                                                                |
| -------------- | ---------------------------------------------- | --------------- | --- | ---------------------------------------------------------------------------------------- |
| Godzina: 13:00 | I. Borovikov (EQ) 25:41 K. Panyukov (EQ) 40:28 | (0:3, 1:1, 1:1) | 02:41 (EQ) D. Nielsen 14:57 (EQ) M. From 18:13 (EQ) J. Juul Korsgaard 29:58 (PP) O. Anker Christensen 44:37 (PP) M. From | Widzów: 120 Sędzia główny: Daniel Gamper Sędziowie liniowi: Daniel Cohen David Nothegger |
| Godzina: 13:00 | 36 min. kar                                    |                 | 16 min. kar | Widzów: 120 Sędzia główny: Daniel Gamper Sędziowie liniowi: Daniel Cohen David Nothegger |

| 17 kwietnia 2015 | Norwegia | 4:1 | Węgry | Főnix Hall, Debreczyn |

| Szczegóły      | Szczegóły                                                                                     | Szczegóły       | Szczegóły           | Szczegóły                                                                              |
| -------------- | --------------------------------------------------------------------------------------------- | --------------- | ------------------- | -------------------------------------------------------------------------------------- |
| Godzina: 16:30 | A. Gulliksen (EQ) 01:20 V. Granholm (EQ) 07:14 A. Gulliksen (PP) 30:21 P. Grønstad (EN) 59:06 | (2:0, 1:1, 1:0) | 36:57 (EQ) D. Szita | Widzów: 270 Sędzia główny: Przemysław Kępa Sędziowie liniowi: Jakow Palej Jonas Reimer |
| Godzina: 16:30 | 12 min. kar                                                                                   |                 | 14 min. kar         | Widzów: 270 Sędzia główny: Przemysław Kępa Sędziowie liniowi: Jakow Palej Jonas Reimer |

| 18 kwietnia 2015 | Kazachstan | 3:6 | Białoruś | Főnix Hall, Debreczyn |

| Szczegóły      | Szczegóły                                                                | Szczegóły       | Szczegóły | Szczegóły                                                                               |
| -------------- | ------------------------------------------------------------------------ | --------------- | --- | --------------------------------------------------------------------------------------- |
| Godzina: 13:00 | D. Demyanov (EQ) 15:15 A. Melikhov (EQ) 28:28 A. Dzhanagzinov (EQ) 49:02 | (1:2, 1:2, 1:2) | 14:10 (EQ) J. Szaranhowicz 19:23 (EQ) J. Szaranhowicz 20:36 (EQ) V. Gavrilenko 23:53 (EQ) E. Astankov 40:51 (PP) D. Bujnicki 58:02 (EN) J. Szaranhowicz | Widzów: 100 Sędzia główny: Juris Balodis Sędziowie liniowi: Kriss Kupcus Botond Palkovi |
| Godzina: 13:00 | 22 min. kar                                                              |                 | 10 min. kar | Widzów: 100 Sędzia główny: Juris Balodis Sędziowie liniowi: Kriss Kupcus Botond Palkovi |

| 18 kwietnia 2015 | Francja | 5:2 | Węgry | Főnix Hall, Debreczyn |

| Szczegóły      | Szczegóły                                                                                                | Szczegóły       | Szczegóły                             | Szczegóły                                                                               |
| -------------- | --- | --------------- | ------------------------------------- | --------------------------------------------------------------------------------------- |
| Godzina: 16:25 | J. Bougro (EQ) 04:32 A. Texier (EQ) 12:19 G. Ville (PP) 24:59 J. Gleizes (EQ) 26:19 A. Texier (EQ) 55:06 | (2:0, 2:2, 1:0) | 33:31 (EQ) P. Kiss 39:34 (SH) A. Nagy | Widzów: 380 Sędzia główny: Tom Darnell Sędziowie liniowi: Daniel Cohen Artiom Korepanow |
| Godzina: 16:25 | 16 min. kar                                                                                              |                 | 45 min. kar                           | Widzów: 380 Sędzia główny: Tom Darnell Sędziowie liniowi: Daniel Cohen Artiom Korepanow |

| 18 kwietnia 2015 | Dania | 2:1 | Norwegia | Főnix Hall, Debreczyn |

| Szczegóły      | Szczegóły                                              | Szczegóły       | Szczegóły                  | Szczegóły                                                                               |
| -------------- | ------------------------------------------------------ | --------------- | -------------------------- | --------------------------------------------------------------------------------------- |
| Godzina: 20:00 | J. Røndbjerg (EQ) 36:55 N. Krag Christensen (EQ) 56:11 | (0:0, 1:1, 1:0) | 37:18 (EQ) J. Lundell Noer | Widzów: 280 Sędzia główny: Daniel Gamper Sędziowie liniowi: David Nothegger Jakow Palej |
| Godzina: 20:00 | 6 min. kar                                             |                 | 8 min. kar                 | Widzów: 280 Sędzia główny: Daniel Gamper Sędziowie liniowi: David Nothegger Jakow Palej |

Tabela
| Lp | Zespół     | M | Pkt | Z | Zd | Pd | P | G+ | G- | +/- |
| -- | ---------- | - | --- | - | -- | -- | - | -- | -- | --- |
| 1. | Dania      | 5 | 14  | 4 | 1  | 0  | 0 | 28 | 8  | +20 |
| 2. | Białoruś   | 5 | 12  | 3 | 1  | 1  | 0 | 19 | 11 | +8  |
| 3. | Francja    | 5 | 8   | 2 | 1  | 0  | 2 | 16 | 13 | +3  |
| 4. | Norwegia   | 5 | 8   | 2 | 0  | 2  | 1 | 14 | 12 | +2  |
| 5. | Kazachstan | 5 | 3   | 1 | 0  | 0  | 4 | 15 | 28 | -13 |
| 6. | Węgry      | 5 | 0   | 0 | 0  | 0  | 5 | 11 | 31 | -20 |

      = awans do elity       = spadek do I dywizji, grupy B
Statystyki indywidualne
- Klasyfikacja strzelców[2]:  Tobias Ladehoff,  Mathias From,  Jahor Szaranhowicz,  Dmitrij Demjanow – 4 bramki
- Klasyfikacja asystentów[3]:  Alaksiej Pacienkin – 8 asyst
- Klasyfikacja kanadyjska[4]:  Alaksiej Pacienkin – 11 pkt.
- Klasyfikacja +/-[5]:  Jeppe Korsgaard +8
- Klasyfikacja skuteczności interwencji bramkarzy[6]:  Lasse Petersen – 93,65%
- Klasyfikacja średniej goli straconych na mecz bramkarzy[6]:  Lasse Petersen – 1,60

Nagrody indywidualne
Dyrektoriat turnieju wybrał trójkę najlepszych zawodników na każdej pozycji:
- Bramkarz:  Aleksander Osipkow
- Obrońca:  Andreas Marthinsen
- Napastnik:  Mathias From

## Grupa B
Sędziowie główni
| - Chris Deweerdt - Robert Hallin - Eduard Ibatulin - Trpimir Piragic | Liniowi - Ally Flockart - Yann Furet - Wasilij Kałada - Damir Rakovic - Sławomir Szachniewicz - Maarten van den Acker - Gasper Jaka Zganc |

Wyniki

Godziny podane w czasach lokalnych (UTC+02:00)
| 12 kwietnia 2015 | Japonia | 1:5 | Austria | Ledna dvorana Tabor, Maribor |

| Szczegóły      | Szczegóły            | Szczegóły       | Szczegóły                                                                                               | Szczegóły                                                                                             |
| -------------- | -------------------- | --------------- | --- | --- |
| Godzina: 13:00 | H. Matsui (EQ) 42:23 | (0:4, 0:0, 1:1) | 09:17 (EQ) Ch. Kromp 12:59 (EQ) Ch. Kromp 16:34 (EQ) L. Haudum 17:58 (PP) L. Haudum 46:07 (PP) G. Kragl | Widzów: 447 Sędzia główny: Eduard Ibatulin Sędziowie liniowi: Gasper Jaka Zganc Maarten van den Acker |
| Godzina: 13:00 | 12 min. kar          |                 | 30 min. kar                                                                                             | Widzów: 447 Sędzia główny: Eduard Ibatulin Sędziowie liniowi: Gasper Jaka Zganc Maarten van den Acker |

| 12 kwietnia 2015 | Litwa | 2:3 | Włochy | Ledna dvorana Tabor, Maribor |

| Szczegóły      | Szczegóły                                      | Szczegóły       | Szczegóły                                                            | Szczegóły                                                                                 |
| -------------- | ---------------------------------------------- | --------------- | -------------------------------------------------------------------- | ----------------------------------------------------------------------------------------- |
| Godzina: 16:30 | A. Laukaitis (EA) 08:52 D. Bogdziul (PP) 22:29 | (1:1, 1:2, 0:0) | 06:30 (PP) M. Delueg 27:04 (PP) I. de Luca 31:41 (EQ) S. Pitschieler | Widzów: 339 Sędzia główny: Robert Hallin Sędziowie liniowi: Ally Flockhart Wasilij Kałada |
| Godzina: 16:30 | 12 min. kar                                    |                 | 16 min. kar                                                          | Widzów: 339 Sędzia główny: Robert Hallin Sędziowie liniowi: Ally Flockhart Wasilij Kałada |

| 12 kwietnia 2015 | Ukraina | 3:5 | Słowenia | Ledna dvorana Tabor, Maribor |

| Szczegóły      | Szczegóły                                                          | Szczegóły       | Szczegóły                                                                                                   | Szczegóły                                                                                     |
| -------------- | ------------------------------------------------------------------ | --------------- | --- | --------------------------------------------------------------------------------------------- |
| Godzina: 20:00 | W. Mazur (EQ) 30:55 A. Worona (EQ) 34:51 R. Nigmatullin (EQ) 45:24 | (0:3, 2:1, 1:1) | 06:15 (EQ) Z. Jezovsek 07:35 (EQ) Z. Jezovsek 15:57 (EQ) G. Glavic 28:41 (SH) J. Orehek 41:10 (EQ) J. Drozg | Widzów: 627 Sędzia główny: Chris Deweerdt Sędziowie liniowi: Yann Furet Sławomir Szachniewicz |
| Godzina: 20:00 | 12 min. kar                                                        |                 | 10 min. kar                                                                                                 | Widzów: 627 Sędzia główny: Chris Deweerdt Sędziowie liniowi: Yann Furet Sławomir Szachniewicz |

| 13 kwietnia 2015 | Włochy | 5:6 | Japonia | Ledna dvorana Tabor, Maribor |

| Szczegóły      | Szczegóły | Szczegóły       | Szczegóły | Szczegóły                                                                              |
| -------------- | --- | --------------- | --- | -------------------------------------------------------------------------------------- |
| Godzina: 13:00 | D. Bernard (EQ) 02:52 S. Moroder (EQ) 08:41 A. De Lorenzo Meo (PP) 26:32 M. Marzolini (PP) 35:53 M. Delueg (PP) 56:54 | (2:1, 2:4, 1:1) | 09:47 (EQ) M. Kyoya 22:49 (PP) H. Matsui 23:54 (EQ) R. Konishi 28:02 (EQ) A. Ikeda 32:06 (EQ) Y. Funaka 41:35 (PP) R. Kirie | Widzów: 350 Sędzia główny: Trpimir Piragic Sędziowie liniowi: Yann Furet Damir Rakovic |
| Godzina: 13:00 | 10 min. kar |                 | 10 min. kar | Widzów: 350 Sędzia główny: Trpimir Piragic Sędziowie liniowi: Yann Furet Damir Rakovic |

| 13 kwietnia 2015 | Austria | 3:2 | Ukraina | Ledna dvorana Tabor, Maribor |

| Szczegóły      | Szczegóły                                                       | Szczegóły       | Szczegóły                                         | Szczegóły                                                                                           |
| -------------- | --------------------------------------------------------------- | --------------- | ------------------------------------------------- | --------------------------------------------------------------------------------------------------- |
| Godzina: 16:30 | Ch. Kromp (EQ) 33:03 Ch. Kromp (PP) 57:48 D. Winkler (EQ) 59:08 | (0:1, 1:1, 2:0) | 18:49 (EQ) J. Gerasimienko 25:18 (EQ) A. Tercziew | Widzów: 339 Sędzia główny: Robert Hallin Sędziowie liniowi: Sławomir Szachniewicz Gasper-Jaka Zganc |
| Godzina: 16:30 | 33 min. kar                                                     |                 | 16 min. kar                                       | Widzów: 339 Sędzia główny: Robert Hallin Sędziowie liniowi: Sławomir Szachniewicz Gasper-Jaka Zganc |

| 13 kwietnia 2015 | Słowenia | 10:1 | Litwa | Ledna dvorana Tabor, Maribor |

| Szczegóły      | Szczegóły | Szczegóły       | Szczegóły              | Szczegóły                                                                                          |
| -------------- | --- | --------------- | ---------------------- | -------------------------------------------------------------------------------------------------- |
| Godzina: 20:00 | Z. Jezovsek (EQ) 20:51 Z. Jezovsek (PP) 33:01 M. Jeklic (PP) 39:59 J. Orehek (EQ) 41:20 M. Jeklic (PP) 47:17 N. Simsic (EQ) 48:30 Z. Jezovsek (SH) 52:29 M. Jeklic (PP2) 55:45 Z. Jezovsek (PP2) 56:23 G. Glavic (PP2) 58:05 | (0:0, 3:1, 7:0) | 33:35 (EQ) D. Bogdziul | Widzów: 679 Sędzia główny: Eduard Ibatulin Sędziowie liniowi: Wasilij Kałada Maarten van den Acker |
| Godzina: 20:00 | 24 min. kar |                 | 43 min. kar            | Widzów: 679 Sędzia główny: Eduard Ibatulin Sędziowie liniowi: Wasilij Kałada Maarten van den Acker |

| 15 kwietnia 2015 | Włochy | 1:3 | Ukraina | Ledna dvorana Tabor, Maribor |

| Szczegóły      | Szczegóły          | Szczegóły       | Szczegóły                                                                     | Szczegóły                                                                                             |
| -------------- | ------------------ | --------------- | ----------------------------------------------------------------------------- | --- |
| Godzina: 13:00 | E. Thum (EQ) 16:24 | (1:0, 0:0, 0:3) | 46:35 (EA) J. Słiszczew 54:51 (EQ) J. Gerasimienko 59:44 (EN) J. Gerasimienko | Widzów: 368 Sędzia główny: Eduard Ibatulin Sędziowie liniowi: Sławomir Szachniewicz Gasper Jaka Zganc |
| Godzina: 13:00 | 6 min. kar         |                 | 2 min. kar                                                                    | Widzów: 368 Sędzia główny: Eduard Ibatulin Sędziowie liniowi: Sławomir Szachniewicz Gasper Jaka Zganc |

| 15 kwietnia 2015 | Litwa | 2:1 | Japonia | Ledna dvorana Tabor, Maribor |

| Szczegóły      | Szczegóły                                  | Szczegóły       | Szczegóły                 | Szczegóły                                                                                        |
| -------------- | ------------------------------------------ | --------------- | ------------------------- | ------------------------------------------------------------------------------------------------ |
| Godzina: 16:30 | V. Bucys (EQ) 32:22 D. Kuzminov (EQ) 50:57 | (0:0, 1:0, 1:1) | 52:51 (EQ) Y. Nakayashiki | Widzów: 390 Sędzia główny: Chris Deweerdt Sędziowie liniowi: Damir Rakovic Maarten van den Acker |
| Godzina: 16:30 | 10 min. kar                                |                 | 8 min. kar                | Widzów: 390 Sędzia główny: Chris Deweerdt Sędziowie liniowi: Damir Rakovic Maarten van den Acker |

| 15 kwietnia 2015 | Austria | 6:1 | Słowenia | Ledna dvorana Tabor, Maribor |

| Szczegóły      | Szczegóły | Szczegóły       | Szczegóły            | Szczegóły                                                                               |
| -------------- | --- | --------------- | -------------------- | --------------------------------------------------------------------------------------- |
| Godzina: 20:00 | L. Haudum (EQ) 07:10 F. Baltram (EQ) 18:37 Ch. Kromp (EQ) 29:16 P. Pöschmann (PP) 41:17 Ch. Kromp (EN) 57:12 S. Witting (SH, EN) 59:41 | (2:0, 1:0, 3:1) | 53:23 (PP) G. Glavic | Widzów: 681 Sędzia główny: Trpimir Piragic Sędziowie liniowi: Ally Flockhart Yann Furet |
| Godzina: 20:00 | 10 min. kar |                 | 16 min. kar          | Widzów: 681 Sędzia główny: Trpimir Piragic Sędziowie liniowi: Ally Flockhart Yann Furet |

| 17 kwietnia 2015 | Austria | 7:2 | Litwa | Ledna dvorana Tabor, Maribor |

| Szczegóły      | Szczegóły | Szczegóły       | Szczegóły                                       | Szczegóły                                                                             |
| -------------- | --- | --------------- | ----------------------------------------------- | ------------------------------------------------------------------------------------- |
| Godzina: 13:00 | F. Maxa (PP) 10:22 L. Haudum (EQ) 12:28 D. Winkler (PP) 14:36 F. Baltram (EQ) 38:46 D. Winkler (EQ) 44:13 Ch. Wappis (EQ) 51:26 F. Baltram (EQ) 59:55 | (3:1, 1:1, 3:0) | 17:05 (EQ) L. Zukauskas 31:45 (EQ) I. Četvertak | Widzów: 379 Sędzia główny: Chris Deweerdt Sędziowie liniowi: Yann Furet Damir Rakovic |
| Godzina: 13:00 | 10 min. kar |                 | 16 min. kar                                     | Widzów: 379 Sędzia główny: Chris Deweerdt Sędziowie liniowi: Yann Furet Damir Rakovic |

| 17 kwietnia 2015 | Japonia | 4:1 | Ukraina | Ledna dvorana Tabor, Maribor |

| Szczegóły      | Szczegóły                                                                              | Szczegóły       | Szczegóły           | Szczegóły                                                                                          |
| -------------- | -------------------------------------------------------------------------------------- | --------------- | ------------------- | -------------------------------------------------------------------------------------------------- |
| Godzina: 16:30 | D. Saito (PP) 08:08 A. Ikeda (PP) 18:23 Y. Nakayashiki (EQ) 30:01 J. Sawade (EQ) 49:00 | (2:0, 1:0, 1:1) | 42:42 (PP) W. Mazur | Widzów: 369 Sędzia główny: Trpimir Piragic Sędziowie liniowi: Ally Flockhart Maarten van den Acker |
| Godzina: 16:30 | 12 min. kar                                                                            |                 | 8 min. kar          | Widzów: 369 Sędzia główny: Trpimir Piragic Sędziowie liniowi: Ally Flockhart Maarten van den Acker |

| 17 kwietnia 2015 | Słowenia | 8:7 | Włochy | Ledna dvorana Tabor, Maribor |

| Szczegóły      | Szczegóły | Szczegóły       | Szczegóły | Szczegóły                                                                                        |
| -------------- | --- | --------------- | --- | ------------------------------------------------------------------------------------------------ |
| Godzina: 20:00 | N. Simsic (PP) 04:53 L. Zorko (PP) 08:46 J. Drozg (EQ) 12:41 J. Drozg (EQ) 24:29 G. Glavic (PP) 27:02 B. Tomazevic (PP) 35:00 K. Potocnik (PP) 53:15 Z. Markic (EQ) 55:50 | (3:0, 3:3, 2:4) | 27:35 (EQ) A. Gasser 29:47 (PP) I. de Luca 30:36 (EQ) A. De Lorenzo Meo 48:34 (EQ) M. Spinell 50:18 (EQ) E. Thum 54:55 (EQ) D. Bernard 55:23 (EQ) M. Spinell | Widzów: 604 Sędzia główny: Robert Hallin Sędziowie liniowi: Wasilij Kałada Sławomir Szachniewicz |
| Godzina: 20:00 | 12 min. kar |                 | 14 min. kar | Widzów: 604 Sędzia główny: Robert Hallin Sędziowie liniowi: Wasilij Kałada Sławomir Szachniewicz |

| 18 kwietnia 2015 | Ukraina | 4:1 | Litwa | Ledna dvorana Tabor, Maribor |

| Szczegóły      | Szczegóły                                                                                  | Szczegóły       | Szczegóły               | Szczegóły                                                                                      |
| -------------- | ------------------------------------------------------------------------------------------ | --------------- | ----------------------- | ---------------------------------------------------------------------------------------------- |
| Godzina: 13:00 | E. Fadyeyev (EQ) 04:31 A. Vorona (EQ) 13:34 I. Generalov (PP) 34:45 A. Terchiev (EN) 59:54 | (2:0, 1:0, 1:1) | 45:51 (PP) A. Laukaitis | Widzów: 345 Sędzia główny: Trpimir Piragic Sędziowie liniowi: Ally Flockhart Gasper Jaka Zganc |
| Godzina: 13:00 | 6 min. kar                                                                                 |                 | 4 min. kar              | Widzów: 345 Sędzia główny: Trpimir Piragic Sędziowie liniowi: Ally Flockhart Gasper Jaka Zganc |

| 18 kwietnia 2015 | Włochy | 0:5 | Austria | Ledna dvorana Tabor, Maribor |

| Szczegóły      | Szczegóły   | Szczegóły       | Szczegóły                                                                                              | Szczegóły                                                                                       |
| -------------- | ----------- | --------------- | --- | ----------------------------------------------------------------------------------------------- |
| Godzina: 16:30 |             | (0:3, 0:1, 0:1) | 04:13 (PP) Ch. Kromp 17:42 (EQ) B. Wolf 19:13 (EQ) T. Winkler 33:15 (EQ) B. Wolf 58:22 (EQ) D. Wachter | Widzów: 412 Sędzia główny: Robert Hallin Sędziowie liniowi: Damir Rakovic Maarten van den Acker |
| Godzina: 16:30 | 10 min. kar |                 | 6 min. kar                                                                                             | Widzów: 412 Sędzia główny: Robert Hallin Sędziowie liniowi: Damir Rakovic Maarten van den Acker |

| 18 kwietnia 2015 | Słowenia | 3:4 pk. | Japonia | Ledna dvorana Tabor, Maribor |

| Szczegóły      | Szczegóły                                                          | Szczegóły                 | Szczegóły                                                                                   | Szczegóły                                                                                        |
| -------------- | ------------------------------------------------------------------ | ------------------------- | ------------------------------------------------------------------------------------------- | ------------------------------------------------------------------------------------------------ |
| Godzina: 20:00 | B. Tomazevic (EQ) 01:59 J. Drozg (PP) 45:10 Z. Jezovsek (EQ) 55:38 | (1:1, 0:1, 2:1, 0:0, 0:1) | 04:58 (EQ) Y. Nakayashiki 26:22 (EQ) J. Sawade 41:55 (EQ) T. Ishibashi 65:00 (SO) T. Kaneko | Widzów: 575 Sędzia główny: Chris Deweerdt Sędziowie liniowi: Damir Rakovic Maarten van den Acker |
| Godzina: 20:00 | 2 min. kar                                                         |                           | 4 min. kar                                                                                  | Widzów: 575 Sędzia główny: Chris Deweerdt Sędziowie liniowi: Damir Rakovic Maarten van den Acker |

Tabela
| Lp | Zespół   | M | Pkt | Z | Zd | Pd | P | G+ | G- | +/- |
| -- | -------- | - | --- | - | -- | -- | - | -- | -- | --- |
| 1. | Austria  | 5 | 15  | 5 | 0  | 0  | 0 | 26 | 6  | +20 |
| 2. | Słowenia | 5 | 10  | 3 | 0  | 1  | 1 | 27 | 21 | +6  |
| 3. | Japonia  | 5 | 8   | 2 | 1  | 0  | 2 | 16 | 16 | 0   |
| 4. | Ukraina  | 5 | 6   | 2 | 0  | 0  | 3 | 13 | 14 | -1  |
| 5. | Włochy   | 5 | 3   | 1 | 0  | 0  | 4 | 16 | 24 | -8  |
| 6. | Litwa    | 5 | 3   | 1 | 0  | 0  | 4 | 8  | 25 | -17 |

      = awans do I dywizji, grupy A       = spadek do II dywizji, grupy A
Statystyki indywidualne
- Klasyfikacja strzelców[8]:  Christof Kromp – 7 bramek
- Klasyfikacja asystentów[8]:  Florian Baltram – 6 asyst
- Klasyfikacja kanadyjska[8]:  Christof Kromp – 10 pkt.
- Klasyfikacja +/-[8]:  Christof Kromp +9
- Klasyfikacja skuteczności interwencji bramkarzy[9]:  Dominic Divis – 92,94%
- Klasyfikacja średniej goli straconych na mecz bramkarzy[6]:  Dominic Divis – 1,50

Nagrody indywidualne
Dyrektoriat turnieju wybrał trójkę najlepszych zawodników na każdej pozycji:
- Bramkarz:  Dominic Divis
- Obrońca:  Mark Cepon
- Napastnik:  Christof Kromp